# Netezza
Netezza (урду نتیجہ‎, «натиджа» — «результат») — американская компания, разработчик аппаратно-программных комплексов хранилищ данных — кластеров серверов реляционных баз данных, обеспечивающих массово-параллельную обработку. Отличительной чертой всех комплексов Netezza является использование программируемых вентильных матриц на узлах обработки данных, обеспечивающих сжатие и фильтрацию данных и тем самым позволяющих снизить издержки на хранение и операции ввода-вывода при выполнении запросов на выборку данных.
Компания основана в 2000 году, в 2010 году поглощена корпорацией IBM, с 2011 года полностью интегрирована в корпорацию, аппаратно-программные комплексы в период 2012—2014 годов выпускались под маркой «IBM PureData for Analytics».

## История

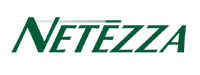
Логотип Netezza в начале 2000-х годов

Основана в 2000-м году (в период краха доткомов) предпринимателем индийского происхождения Джитиндрой Саксеной (Jitendra Saxena) и Фостером Хиншоу (Foster Hinshaw) при поддержке венчурного инвестора Пола Фери (Paul Feri), позднее основавшего инвестиционную компанию Matrix partners). Зарегистрирована в августе 2000 года в Делавэре под названием Intelligent data engines, а в октябре того же года сменила наименование на Netezza. В 1990-е годы Саксена был сооснователем компании Applix и длительное время возглавлял её (основной продукт Applix — многомерная система управлениями базами данных в оперативной памяти TM1, с 2008 года принадлежащая корпорации IBM), Хиншоу — ИТ-консультантом в системном интеграторе Keane. Саксена занял пост президента компании, а Хиншоу — технического директора. Штаб-квартира и разработческие подразделения компании на протяжении истории находились в городах Массачусетса: Фрэминхэме, Мальборо, Кембридже, представительские офисы располагались в 12 странах.
Компания изначально сориентировалась на выпуск аппаратно-программных комплексов для хранилищ данных, реализующих массово-параллельную обработку больших объёмов информации. В 2002 году представлены аппаратно-программные комплексы Performance Server, позволяющие обрабатывать хранилища объёмом 4,5 — 18 ТБ. Комплексы собирались в виде готовых к использованию телекоммуникационных шкафов, наполненных необходимым серверным и коммутационным оборудованием с предустановленным программным обеспечением. Главной особенностью решения была комбинация стандартного оборудования на базе серверов ProLiant с блоками на базе программируемых вентильных матриц, обеспечивающих эффективное хранение и высокопроизводительную обработку данных, сжатых и сегментированных по узлам хранения. Компания обещала за счёт эффективного хранения существенно снизить для заказчика стоимость обработки больших реляционных хранилищ и предлагала комплексы по ценам от $622 тыс. до $2,5 млн в зависимости от объёма хранилища.
В 2002—2003 годы компания поставила первые комплексы заказчикам, в качестве одного из них указывается администрация штата Массачусетс. В 2003 году Хиншоу отмечен наградой журнала Infroworld в номинации «инноватор года» за разработку и внедрение комплексов Performance Server 8000.
За 2003 год компания заработала $13,5 млн, в 2004 — $40 млн, в течение последующих лет существования ежегодный прирост выручки составлял около 50 % (хотя в 2005 году Саксена ожидал роста 150 %). Среди заказчиков 2004 года фигурируют AT&T Wireless и британское отделение корпорации Orange, притом Orange указывается как один из инвесторов Netezza.
В 2006 году компании удалось продать 200 комплексов, выручив за год около $80 млн, а среди заказчиков появились такие крупные компании и организации, как Amazon.com, Американский Красный Крест, AOL, год компания закончила с чистым убытком в размере $14 млн. В июле 2007 года Netezza осуществила первичное размещение акций на Нью-Йоркской фондовой бирже, оценённое как успешное (стоимость акций выросла в период размещения на 45 %), вплоть до упразднения акции компании торговались под тикером NZ.
В начале 2009 года Саксена покинул компанию, возглавил Netezza Джим Бом (Jim Baum), ранее руководивший бостонской компанией Endeca (поглощённой Oracle в 2011 году). По состоянию на 2010 год сообщалось о более 500 организациях, использующих комплексы Netezza.
В сентябре 2010 года объявлено о поглощении компании корпорацией IBM за $1,7 млрд. В течение 2011 осуществлена интеграция в корпорацию, начиная с этого времени все аппаратно-программные комплексы Netezza распространяются по каналам сбыта программного обеспечения IBM, слово «Netezza» первые два года использовалось в наименовании комплексов, с конца 2012 года — только как имя собственное технологии обработки данных. С 2014 года выпуск новых комплексов на базе технологий Netezza прекращён, а с середины 2019 года прекращена техническая поддержка проданного оборудования. В 2020 году под маркой «Netezza» от IBM появилась совместимая со снятыми с производства аппаратно-программными комплексами облачная СУБД, предоставляемая по подписке из облаков IBM Cloud или Amazon Web Services.

## Положение на рынке
Специализированные аппаратно-программные комплексы распределённой обработки данных в 1980-е год выпускали компании Britton Lee и Teradata (в 1990 году Teradata поглотила Britton Lee), и именно им отдаётся приоритет в подходе к такой реализации обработки больших объёмов данных. Однако именно появление в начале 2000-х годов комплексов Netezza отмечается как идентификация рынка таких систем. Кроме того, само понятие о специализированных аппаратно-программных комплексах для хранилищ данных (англ. data warehouse appliances) связывают с техническим директором Netezza Фостером Хиншоу.
По состоянию на 2004 год, когда компания выпускала комплексы, способные обрабатывать хранилища объёмом до 27 ТБ, решение Netezza сравнивалось как с комплексами Teradata, так и с неспециализированными системами на основе программного обеспечения Oracle и IBM; в то время комплексы Teradata могли обрабатывать сотни терабайт и критика со стороны конкурента базировалась на сложности модернизации системы от Netezza в случае быстрого прироста объёмов хранилища.
В 2006—2007 годы Gartner относил Netezza к группе «провидцев» рынка решений для хранилищ данных в рамках ежегодно составляемого по данному сегменту «магического квадранта», c 2008 года Netezza перемещена в квадрант лидеров рынка. В магическом квадранте 2010 года особо отмечается, что комплексы Netezza являются прямым конкурентом Oracle Exadata.

## Performance Server
Комплекс Performance Server выпускался 2002 года и комплектовался серией из управляющих узлов, узлов обработки на базе серверов Hewlett-Packard ProLiant, оснащённых вычислительными блоками на программируемых вентильных матрицах, отвечающих за взаимодействие с узлами хранения. Узлы обработки функционировали под управлением операционной системы Red Hat Enterprise Linux и системы управления базами данных PostgreSQL. Решение реализовано в архитектуре без разделяемых ресурсов (англ. shared-nothing architecture), таким образом, от проектировщика хранилища данных требовалось определить ключи сегментирования, позволяющие относительно равномерно распределить обрабатываемую базу данных по узлам.
Первые комплексы обрабатывали до 18 Тбайт при цене $2,5 млн (ок. $140 тыс. за терабайт). Старшая модель 2004 года обрабатывала хранилища размером до 27 Тбайт и комплектовалась 650 дисками и 676 процессорами, при стоимости комплекса $10 млн терабайт обходился ок. $370 тыс. Младший комплекс 2004 года обрабатывал 400 ГБ, содержал 60 процессоров и стоил $300 тыс. (ок. $770 тыс. в пересчёте на терабайт).

## TwinFin

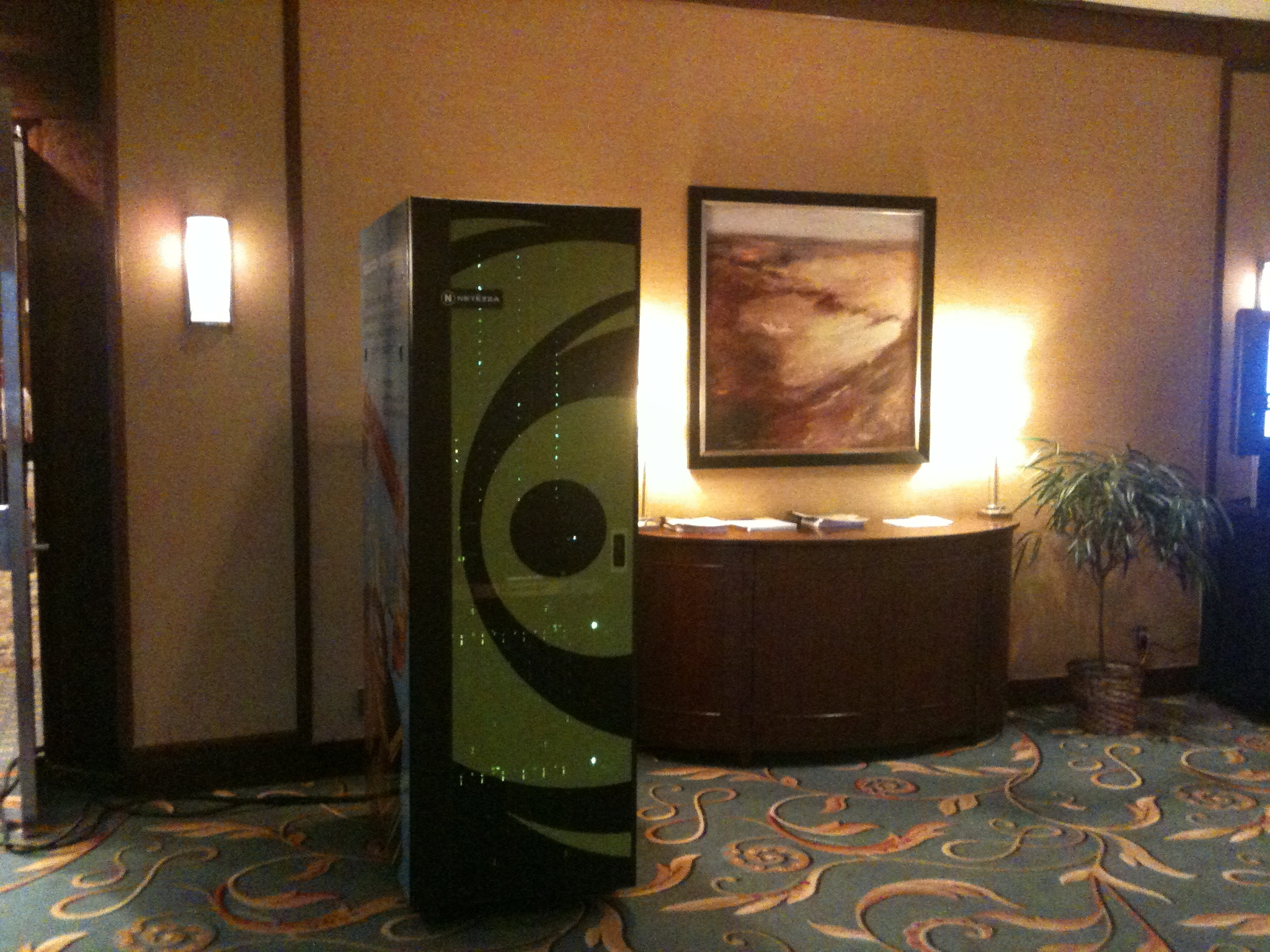
Комплекс TwinFin-1000

Первые комплексы TwinFin использовали узлы обработки данных на базе процессоров архитектуры Power, которые поставлялись одним из OEM-партнёров IBM, и, также как и в Performance Server, комплектовались специализированными обрабатывающими узлами на основе программируемых вентильных матриц. В августе 2009 года узлы обработки заменены на двухсокетные блейд-серверы IBM с процессорами Intel Xeon, программируемые вентильные матрицы устанавливались по одной на каждое ядро Xeon, эти узлы размещались в стандартной блейд-корзине IBM BladeCenter. Благодаря переходу на архитектуру x86-64 удалось существенно снизить стоимость одного терабайта данных для хранилища — до суммы ниже $20 тыс. PostgreSQL, используемый в TwinFin, охарактеризован как «сильно модифицированный».
Корпорация IBM в первые годы после поглощения продолжала развитие комплексов. Основные модификации коснулись внедрения различных программных технологий «больших данных»: добавлена возможность MapReduce-обработки в базе данных посредством интеграции Hadoop, реализована статистическая обработка средствами SPSS и R непосредственно на узлах кластера. По следам сообщений об интеграции статистического пакета Revolution R в решение, изначально применявшиеся для практической аналитики над реляционными хранилищами данных, комплекс охарактеризован в одной из публикаций как «Франкенштейн для больших данных». В 2011 году TwinFin переименован в IBM Netezza 1000, выпускалось несколько конфигураций комплекса с количеством сниппетов (пар из узла обработки и программируемой вентильной матрицы) от 3 до 12 на шкаф и объёмом хранения 8 до 32 ТБ на шкаф, поддерживается объединение до 10 шкафов. Вес полного шкафа около 900 кг, энергопотребление — ок. 7,5 КВатт. Стоимость полного шкафа у партнёров в США составляла ок. $320 тыс. (ок. $10 тыс. на терабайт). Для целей разработки и тестирования поставлялись комплексы IBM Netezza 100, ранее Skimmer (1 управляющий узел и 1 сниппет на 2,8 ТБ). Кроме того, IBM добавила в линейку комплекс IBM Netezza High Capacity Appliance (два или четыре шкафа с 8 или 16 сниппетами на 288 и 576 ТБ соответственно).
В октябре 2012 года IBM провела ребрендинг и с этого момента и до прекращения выпуска в середине 2010-х годов комплексы поставлялись под маркой «PureData for Analytics» в рамках линейки PureSystems, в материалах о комплексах используется подзаголовок «на основе технологии Netezza», существенно изменён внешний вид шкафов. Под индексом N1001 поставлялись комплексы с 4, 7 и 14 сниппетами на шкаф и 32, 64, 128 ТБ ёмкости хранилища соответственно, продолжающие логику линейки Netezza 1000, стоимость полного шкафа у партнёров в США на начало 2013 года составляла около $360 тыс. Под индексом N2001 выходили комплексы повышенной ёмкости с 4—7 сниппетами и 96—192 ТБ на шкаф, в 2014 году в продолжение этой линейки выпущены комплексы N3001 с 2—7 сниппетами и до 192 ТБ на шкаф, в сравнении с предыдущей версией увеличено число ядер на сниппете (20 ядер на узле обработки и 16 ядер на программируемой вентильной матрице в противовес восьми ядрам на каждом из компонентов сниппета ранее).

## Критика
Netezza была обвинена в нелегальном использовании геопространственного пакета массачусетской компании IISi (Intelligent Integration Systems) при выполнении заказа ЦРУ по созданию аппаратно-программного обеспечения беспилотника MQ-1 Predator. Суть проблемы была в том, что Netezza, получив отказ от IISi в требовании по ускоренному портированию пакета под TwinFin, взломала тестовую версию пакета и самостоятельно осуществила его интеграцию в своё аппаратно-программное окружение. Особо отмечалось, ЦРУ было в курсе взлома, а также заказчику было известно, что отклонения в оценках местоположения в тестовой версии доходили до 13 метров (в сравнении со стабильной версией, где таких отклонений не было), и это могло привести к неоправданным жертвам при боевом применении техники. Однако, в ноябре 2010 года претензии удалось урегулировать в досудебном порядке.